# Argilloecia posterotruncata
Argilloecia posterotruncata är en kräftdjursart som beskrevs av van den Bold 1966. Argilloecia posterotruncata ingår i släktet Argilloecia och familjen Pontocyprididae. Inga underarter finns listade i Catalogue of Life.